# Джеймс Скін
Джеймс Скін (англ. James Skene, 7 березня 1775, Абердин — 27 листопада 1864) — британський правник та художник.

## Біографія
Джеймс Скін здобув освіту в Единбурзькій школі. Коли помер його старший брат в 1791 році, він став спадкоємцем маєтку Рубісло. У віці 21 року виїхав до Німеччини для подальшого вивчення. В 1797 році, повернувшись в Единбург, був прийнятий до Scottish bar — незалежного органу правників, які служили адвокатами в судах Шотландії. Товаришував із сером Вальтером Скоттом, який захоплювався знанням Скіна німецької літератури. Обидва вони служили адвокатами в будівлі Шотландського парламенту в Единбурзі.

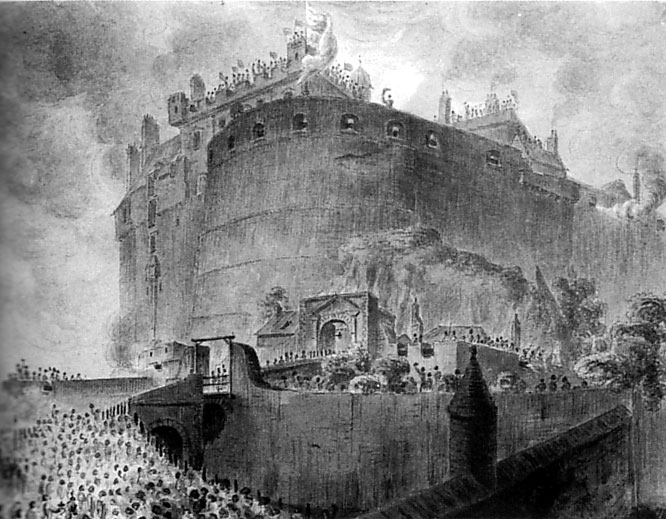
Візит короля Георга IV в Шотландію, 1822

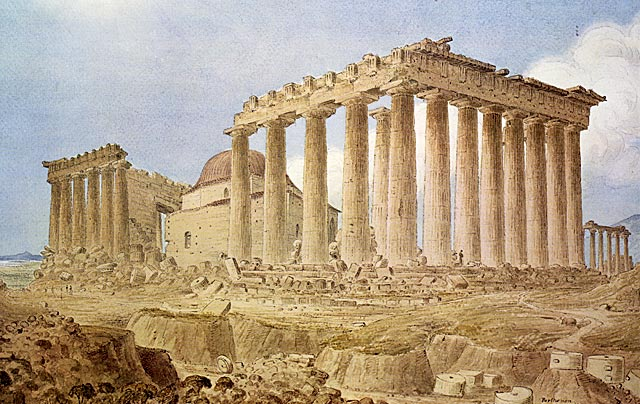
Парфенон-мечеть після вибуху, 1838 рік

Інтер'єр Парфенона, 1841

Джеймс Скін також був художником-аматором. Скін створив багато картин олією та акварелей единбурзьких пейзажів. Единбурзька міська бібліотека нині зберігає колекцію з 207 картин Скіна, які охоплюють період 1817—1837 років. Найвідоміші з них: «Edinburgh Old Town from Princes Street», «St Giles Cathedral», «The Grassmarket», «St John's Chapel», «Holyroodhouse».
В 1838 році у зв'язку із проблемами зі здоров'ям деяких членів його сім'ї, Скін вирушив до Греції, залишаючись впродовж декількох років неподалік від Афін, у віллі, побудованій за його власним проєктом. Тут, як і вдома, Джеймс Скін займався мистецтвом, створивши близько 500 акварелей та креслень грецьких старожитностей. Повертаючись у 1844 році, він оселився спочатку в Ліймінґтоні, а потім у Фріуен-Голлі, Оксфорд. Джеймс Скін помер 27 листопада 1864 року.